# Штефан Вода
Штефан Вода је град и седиште Штефанводског рејона, у Молдавији. Стари назив града, за време СССР - а до 22. маја 1990. је Суворов.

## Медији
- Глас Бесарабије 103,8 MHz